# Namibische Billie-Jean-King-Cup-Mannschaft
Die namibische Billie-Jean-King-Cup-Mannschaft ist die Tennisnationalmannschaft von Namibia, die im Billie Jean King Cup eingesetzt wird. Der Billie Jean King Cup (bis 1995 Federation Cup, 1996 bis 2020 Fed Cup) ist der wichtigste Wettbewerb für Nationalmannschaften im Damentennis, analog dem Davis Cup bei den Herren.
2004 nahm Namibia erstmals am Billie Jean King Cup teil. Bisher hat das Land ausschließlich in der Europa-/Afrika-Zone III gespielt.

## Spielerinnen der Saison 2025
- Joanivia Bezuidenhout
- Kerstin Gressmann
- Mari van Schalkwayk
- Liniques Theron
- Lisa Yssel

## Teamchefs
- 2004–2006: Elizma Nortje
- 2006–2012: ?
- 2012–2013: Elizma Nortje
- 2014: Rieke Honiball
- 2015: Mariska Kuschke
- seit?: Lesedi Jacobs